# باميلا وير
باميلا وير هي غطاسة كندية، ولدت في 12 فبراير 1993 في لونغوي في كندا.

## وصلات خارجية
- باميلا وير على موقع الاتحاد الدولي للسباحة (الإنجليزية)
- باميلا وير على موقع قاعدة بيانات الغوص IAT (الألمانية)
- باميلا وير على موقع اللجنة الأولمبية الدولية (الإنجليزية)
- باميلا وير على موقع أوليمبيديا (الإنجليزية)
- باميلا وير على موقع اللجنة الأولمبية الكندية (الإنجليزية)
- باميلا وير على موقع اتحاد ألعاب الكومنولث (مؤرشف) (الإنجليزية)